# 邁克爾·拉代
邁克爾·拉代（英語：Michael Rady，1981年8月20日—）是一位美國演員。他演出的首部電影是2005年的《牛仔褲的夏天》。之後於2006年出演電影《海防最前線》、08年《In Search Of》和11年《胡佛傳》並在2008年續演《牛仔褲的夏天2》等多部電影。他也演出過多部電視劇，包括《鑑證紐約》、《ER》、《實習醫生格雷》、《貞愛好孕到》等。